# Sionismo
Il sionismo è un'ideologia politica il cui fine è l'affermazione del diritto alla autodeterminazione del popolo ebraico e il supporto a uno Stato ebraico in quella regione che, dal Tanakh e dalla Bibbia, è definita "Terra di Israele".Tale obiettivo è stato perseguito negli anni attraverso la colonizzazione della Palestina storica, con l’intento di ottenere un territorio il più esteso possibile, riducendo al minimo la presenza di arabi palestinesi su quest’ultimo.

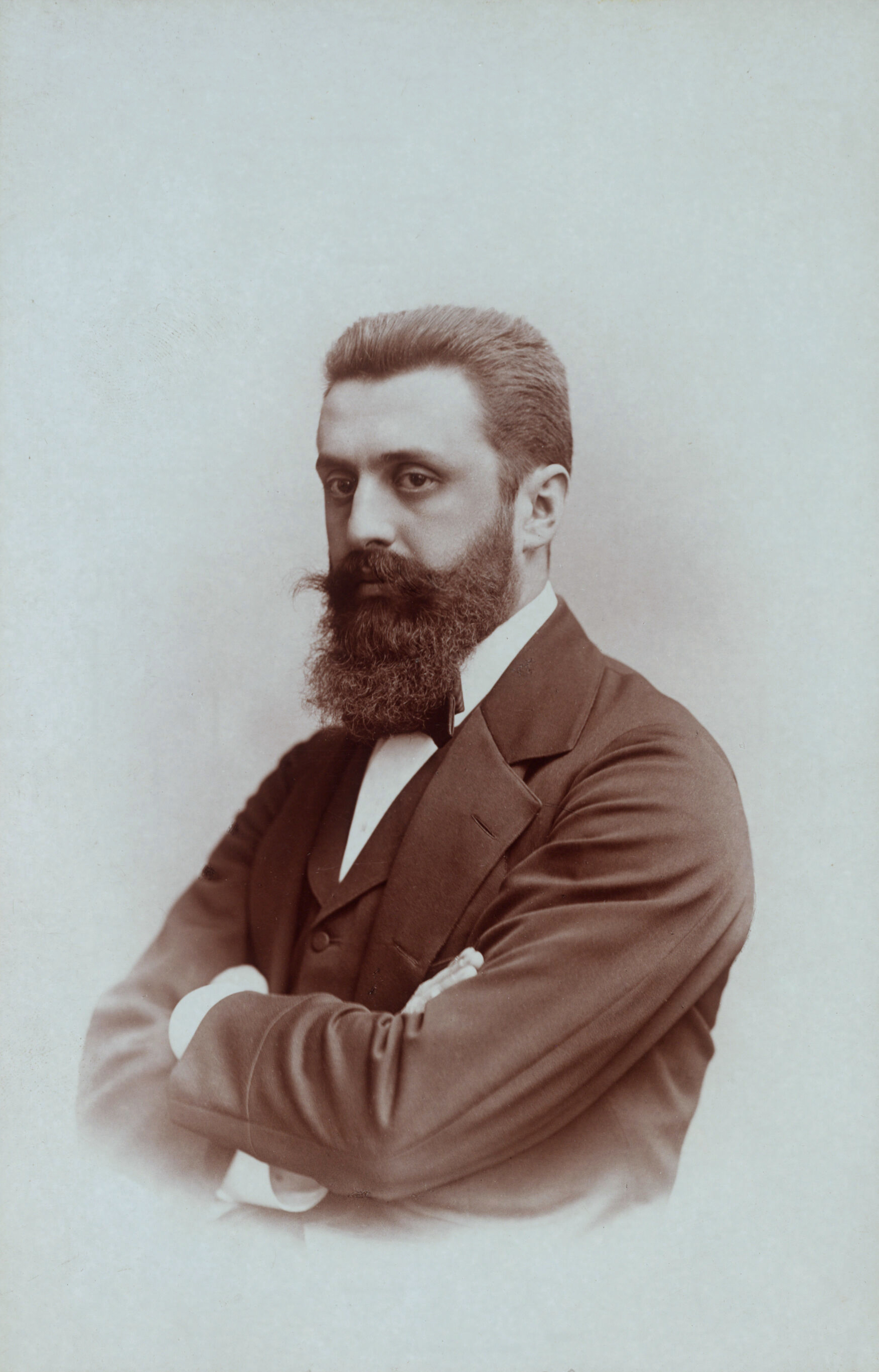
Theodor Herzl, fondatore del sionismo moderno.

Il sionismo emerse alla fine del XIX secolo nell'Europa centrale e orientale come effetto della Haskalah (illuminismo ebraico) e in reazione all'antisemitismo, inserendosi nel più vasto fenomeno del nazionalismo moderno. Il movimento tra la fine del XIX e l'inizio del XX secolo si sviluppò in varie forme, tra le quali il sionismo socialista, quello religioso, quello revisionista e quello di ispirazione liberale dei Sionisti Generali. Esso favorì a partire dalla fine del XIX secolo flussi migratori verso la Palestina, prima sotto l’impero ottomano e dopo la Prima guerra mondiale affidata all’amministrazione britannica dalla Società delle Nazioni, che rafforzarono la presenza ebraica nella regione e contribuirono a formare un Nuovo Yishuv. Il sostegno al sionismo crebbe in particolare nel secondo dopoguerra, successivamente all'Olocausto, e portò allo scadere del mandato britannico della Palestina, alla Dichiarazione d'indipendenza israeliana e alla nascita dello Stato di Israele nel 1948. I conflitti con il mondo arabo e l'esodo palestinese del 1948 provocarono il rafforzamento dell'antisionismo.

## Storia

### Il protosionismo
Nel corso dei secoli, vi è sempre stata una corrente migratoria ebraica verso la Palestina, motivata essenzialmente da ragioni religiose. Il sionismo trae le sue radici dal nuovo ambiente culturale generatosi nell'ambito dell'emancipazione degli ebrei europei avviatasi a partire dalla Rivoluzione francese e per tutto il XIX secolo e dalla Haskalah. Le prime espressioni di un protosionismo si sostanziano ad esempio nella fondazione dell'Alleanza israelitica universale nel 1860, organizzazione volta all'emancipazione delle comunità ebraiche in Medio Oriente e Nordafrica, e nella pubblicazione di varie opere, tra le quali Roma e Gerusalemme, redatta nel 1862 dal filosofo ebreo tedesco Moses Hess, Derishat Zion del rabbino polacco-prussiano Zvi Hirsch Kalischer, e l'inno Hatikvah, il cui testo venne scritto da Naftali Herz Imber e che divenne poi inno dello Stato di Israele.
L'idea di uno Stato ebraico in cui l'antisemitismo fosse assente per definizione circolava dagli anni 1880 con i movimenti del Bilu e del Hovevei Zion, i cui manifesti ideologici furono il laico Selbstemanzipation, scritto da Leon Pinsker nel 1882, e il religioso Aruchas Bas-Ammi, scritto dal rabbino Isaac Rülf nel 1883. Molti dei promotori di questa idea individuavano come obiettivo la fondazione di un'entità statale nella regione storica definita "Terra d'Israele", corrispondente geograficamente alla Palestina. Numerosi esponenti proposero invece altre regioni geografiche, come Argentina, Ecuador, Suriname, Amazzonia, Uganda, Kenya, Stati Uniti d'America, Canada, Australia. L'opzione di gran lunga più popolare restava però l'idea della Palestina, all'epoca regione governata dall'Impero ottomano, la quale sarebbe prevalsa a partire dal 1905.
Già nella seconda metà del XIX secolo vennero avviate iniziative finalizzate alla creazione di insediamenti ebraici nell'allora Palestina ottomana. Il filantropo Moses Montefiore finanziò nel 1861 la costruzione di un sobborgo ebraico a Gerusalemme, mentre nel 1870 venne fondata la Mikveh Israel, la prima scuola agraria ebraica, a cura di Charles Netter. A partire dal 1882 Edmond James de Rothschild divenne uno dei principali finanziatori del movimento sionista e acquistò il primo sito ebraico in Palestina, l'attuale Rishon LeZion; sempre dal 1882 anche Maurice de Hirsch fu un grande finanziatore di insediamenti, sia sionisti che territorialisti. È nel 1882 che venne organizzata la prima aliyah, che portò la comunità ebraica palestinese (lo Yishuv) a passare dalle 25000 persone a oltre il doppio.

### La nascita del sionismo

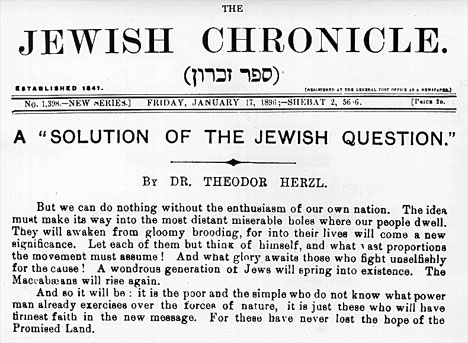
Prima pagina dell'edizione del The Jewish Chronicle del 17 gennaio 1896, che mostra un articolo di Theodor Herzl, un mese prima della pubblicazione del suo pamphlet Der Judenstaat

Il fondatore del sionismo è considerato Theodor Herzl, giornalista austro-ungarico assimilato. Nel 1895 Herzl fu inviato come corrispondente del suo giornale a Parigi per seguire il processo dell'affare Dreyfus, esploso nel 1894 e che fu accompagnato da una feroce campagna di stampa francese che riproponeva stereotipi antisemiti. In seguito a questa esperienza Herzl si rese conto che l'assimilazione degli ebrei in Europa non potesse portare a una piena integrazione e che le comunità ebraiche necessitassero di un proprio Stato, dove potessero prosperare in sicurezza e lontani dell'antisemitismo. La sua conclusione derivava dalla sua esperienza nell'Impero austro-ungarico: in una compagine nazionale eterogenea, tutti i gruppi etno-nazionali disponevano di propri rappresentanti nel parlamento imperiale e potevano appellarsi a una propria "nazione" e "patria" dentro o fuori dai confini dell'impero, tutti tranne gli ebrei, né gli altri popoli riconoscevano gli ebrei come parte di essi.
Herzl avrebbe sviluppato la sua idea e l'avrebbe tradotta in Der Judenstaat, volume pubblicato all'inizio del 1896, senza conoscere gli scritti dei suoi predecessori, e subito tradotto in varie lingue. All'immediato successo del volume e al dibattito suscitato, Herzl fece seguire il primo congresso sionista, che si tenne a Basilea dal 29 al 31 agosto 1897, in modo da costituire un movimento permanente. Il Programma di Basilea affermò che «il sionismo si sforza di ottenere per il popolo ebraico un focolare garantito dal diritto pubblico in Palestina». I metodi da adottare per il raggiungimento di questo obiettivo comprendevano l'incoraggiamento della colonizzazione ebraica in Palestina, l'unificazione e l'organizzazione di tutte le comunità ebraiche, il rafforzamento della coscienza ebraica individuale e nazionale e iniziative per assicurarsi l'appoggio dei diversi governi per realizzare gli obiettivi del sionismo. Herzl si inserì in una tradizione di pensiero di lingua tedesca iniziata con Hess, e in quella tradizione riunì attorno a sé la prima generazione di leader sionisti: Max Isidor Bodenheimer, Max Nordau, Otto Warburg, David Wolffsohn, cui furono vicine anche personalità come Albert Einstein. Questa tradizione è quasi compattamente parte della corrente dei sionisti generali di ispirazione liberale.
Le idee di Herzl si inseriscono in un ampio movimento migratorio ebraico già in atto, causato nell'Impero russo dai pogrom degli anni 1881-1882 e poi degli anni 1903-1906. Secondo dati del 1930, dal 1880 al 1929 emigrarono dalla Russia 2285000 ebrei e di questi 45000 si stabilirono in Palestina, mentre la grande maggioranza dei restanti scelse gli Stati Uniti d'America. Nello stesso periodo 952000 ebrei abbandonarono la Polonia e l'Austria-Ungheria, di questi 40000 emigrarono verso la Palestina. La rilevanza demografica dell'emigrazione dalle terre soggette all'Impero russo portò all'emergere di una leadership di tali origini nel movimento sionista. La prima generazione comprese nomi attivi in campo culturale, tra i quali Ahad Ha'am, Eliezer Ben Yehuda e Aaron David Gordon, oltre che nella politica sionista, come Chaim Weizmann, Nahum Sokolow, Leo Motzkin, Menahem Ussishkin e Nachman Syrkin, come anche i primi rabbini che legittimarono il sionismo in ambito religioso, tra i quali Abraham Isaac Kook, Moshe Leib Lilienblum, Samuel Mohilever e Yitzchak Yaacov Reines. Nel sionismo statunitense, importante più dal punto di vista del sostegno finanziario che dell'emigrazione, svolse un ruolo fondamentale il rabbino Solomon Schechter.

### Le migrazioni verso la Palestina ottomana

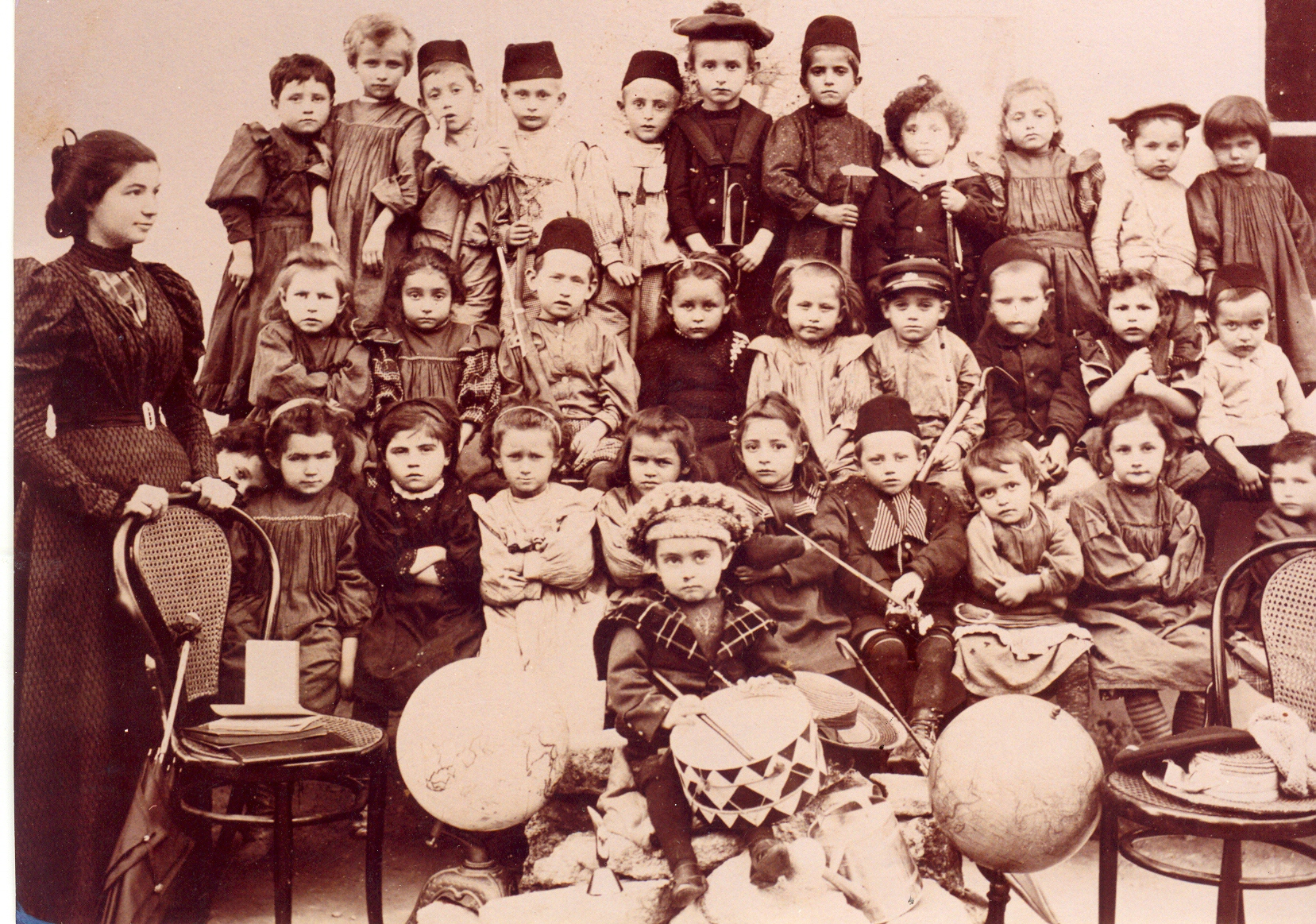
Asilo a Rishon LeZion, 1898

Herzl fece invano appello ai ricchi filantropi ebrei europei perché appoggiassero le sue proposte, ma scoprì la tradizione protosionista dell'Europa orientale, che egli ignorava e che lo sostenne. Dal 29 al 31 agosto 1897 Herzl organizzò il primo congresso sionista a Basilea, dove creò l'Organizzazione sionista mondiale, il massimo organismo politico ebraico fino alla istituzione dello Stato d'Israele. Herzl ottenne poi colloqui con vari capi di Stato (tra i quali Abdul-Hamid II, Guglielmo II di Germania, Vittorio Emanuele III e Papa Pio X, oltre ai governi britannico e russo) per ottenere, invano, il loro assenso ufficiale al suo progetto. Inoltre Herzl pubblicò nel 1902 il romanzo utopico Altneuland. Non avendo ottenuto il sostegno ufficiale dell'Impero ottomano, fino al 1917 l'Organizzazione Sionista perseguì l'obiettivo della costruzione del progetto sionista mediante l'organizzazione della aliyah, strategia di immigrazione continua su piccola scala appoggiata attraverso istituzioni quali Die Welt, il giornale del movimento sionista, il Fondo Nazionale Ebraico, ente finalizzato all'acquisto di terreni agricoli ed edificabili, il Jewish Colonial Trust, la Anglo-Palestine Bank e il Keren Hayesod.
Tra il 1904 e il 1914 si verificò la Seconda Aliyah, che portò in Palestina circa 30000 persone dalla Russia, evento favorito anche dallo scoppio di vari pogrom sostenuti dalla pubblicazione dei Protocolli dei Savi di Sion. Alcuni dei nuovi colonizzatori furono spinti da ideali socialisti e crearono i primi kibbutz, comunità organizzate secondo criteri collettivisti che vivevano di agricoltura. Molti degli immigrati si sistemarono nelle città o ne fondarono di nuove, come Tel Aviv, che da quartiere di Giaffa, crebbe fino a inglobare l'antica città, rendendola un sobborgo della nuova Tel Aviv. I pionieri sionisti portarono in Palestina la loro forza lavoro e l'idea europea di nazione. La comunità ebraica in Palestina si organizzò a livello associativo e istituzionale; grazie ai lavori di Eliezer Ben Yehuda si diffuse l'uso della lingua ebraica, la quale sostituì nell'ambito quotidiano lo yiddish e le altre lingue tradizionalmente usate dagli immigrati ebrei. Nel corso degli anni successivi si formò la seconda generazione di leader sionisti, tra i quali David Ben Gurion, Yitzhak Ben-Zvi, Ber Borochov, Berl Katznelson, Arthur Ruppin, Pinhas Rutenberg, Zalman Shazar, Iosif Trumpeldor, Meir Bar-Ilan e Vladimir Žabotinskij, a eccezione di Jabotinskj e Bar-Ilan, la leadership sionista era costituita quasi completamente da socialisti.

### Il mandato britannico della Palestina
In piena prima guerra mondiale, nell'imminenza dell'ingresso delle truppe britanniche a Gerusalemme, strappata nel dicembre 1917 all'esercito ottomano, il Regno Unito si impegnò, con una lettera del segretario per gli affari esteri Arthur James Balfour a Lionel Walter Rothschild, banchiere britannico e attivista sionista e membro del movimento sionista britannico, a mettere a disposizione del movimento sionista, in caso di vittoria, dei territori in Palestina per costituire un "focolare nazionale", con il vincolo che questo non avrebbe dovuto pregiudicare "né i diritti civili e religiosi" delle popolazione preesistenti, "né i diritti e lo status politico degli ebrei nelle altre nazioni". Il documento, realizzato tra l'estate e l'autunno 1917, venne scritto e mediato con la collaborazione di diversi esponenti del mondo ebraico, sia favorevoli sia contrari alla posizione sionista, tra cui il futuro presidente israeliano Chaim Weizmann, porta il nome di dichiarazione Balfour. Dopo aver occupato la regione nel corso della prima guerra mondiale e aver ottenuto dall'Impero ottomano il riconoscimento della conquista nel trattato di Sèvres nell'agosto 1920 l'Impero britannico chiese e, il 24 luglio 1922, ottenne dalla Società delle Nazioni un mandato sulla Palestina, che includeva anche la Transgiordania.
Nel frattempo si era già verificata una terza aliyah, anche quest'ultima principalmente dalla Russia, sconvolta dalla rivoluzione. La comunità ebraica in Palestina costituì nel 1923 l'Agenzia ebraica come organo di autogoverno, che nel 1929 fu riconosciuto dai britannici ricevendo la gestione di scuole, ospedali e infrastrutture. Nel frattempo si costituì clandestinamente l'Haganah. Nel 1924 Edmond James de Rothschild fondò la Palestine Jewish Colonization Association, che comprò più di 125000 acri di terreno, continuando dopo di lui l'opera che egli aveva intrapreso oltre quarant'anni prima. Tutto ciò favorì una quarta aliyah, proveniente soprattutto dall'Europa orientale. In questi anni in cui iniziò la costruzione dello Stato, si formò la terza generazione di leader sionisti, fra cui Abba Ahimeir, Haim Arlozoroff, Levi Eshkol, Nahum Goldmann, Uri Zvi Greenberg, Golda Meir e Moshe Sharett. Nel 1925 si formò la corrente revisionista, a opera di Vladimir Žabotinskij, in reazione ai primi scontri con gli arabi palestinesi e alla decisione britannica di chiudere la Transgiordania all'insediamento ebraico nel 1922 e in opposizione all'atteggiamento conciliante delle altre correnti sioniste.
Negli anni successivi al 1930 l'immigrazione ebraica aumentò notevolmente con la quinta aliyah, per via dell'alto numero di ebrei che abbandonavano la Germania a causa dell'ascesa al potere di Adolf Hitler ed in seguito alle Leggi di Norimberga. Tra il 1929 e il 1939 la Palestina precipitò nei moti del 1929 e poi nella grande rivolta araba, nell'ambito dei quali si verificarono vasti scontri tra lo Yishuv e la popolazione araba palestinese, che furono sedati dall'esercito britannico, con un alto numero di vittime da ambo le parti. Nel 1939 i britannici, dopo aver proposto inutilmente diversi piani di divisione del territorio mandatario in due Stati distinti, emisero una legge, il libro bianco, che limitò l'immigrazione ebraica a 75000 persone per una durata di cinque anni, cifra a cui sarebbero stati sottratti gli eventuali immigrati illegali individuati, e che dal punto di vista del movimento sionista sembrò favorire le ragioni degli arabi. Oltre a questo i britannici, ritenendo dopo i tentativi falliti che una spartizione sarebbe risultata impossibile perché rifiutata sia dal movimento sionista sia dalla popolazione araba, previdero la creazione di un unico Stato federale entro il 1949, dove i coloni ebraici sarebbero tuttavia stati una minoranza stimata, anche in base alle restrizioni sull'immigrazione, in un terzo della popolazione totale.
Durante la seconda guerra mondiale aumentò enormemente il numero di ebrei che cercavano rifugio in Palestina per sfuggire agli eccidi effettuati dai nazisti. Molti rifugiati ebrei dovettero entrare illegalmente in Palestina (fenomeno conosciuto come Aliyah Bet). Le organizzazioni ebraiche più moderate, come l'Haganah di David Ben Gurion, si limitarono agli scontri con gli arabi, mentre le organizzazioni sioniste più estremiste arrivarono ad aggredire apertamente i britannici, militari e civili. Fra queste ultime si distinsero l'Irgun di Menachem Begin e la Banda Stern, descritte dai britannici come organizzazioni terroristiche.

### La nascita dello Stato di Israele e la guerra arabo-israeliana del 1948
In questo periodo la popolazione totale della Palestina di circa 1.846.000 abitanti era composta per due terzi circa da arabi (1.203.000, comprendenti anche una minoranza arabo-cristiana) e da un terzo di ebrei (608.000), con una piccola minoranza di altre etnie (35.000).

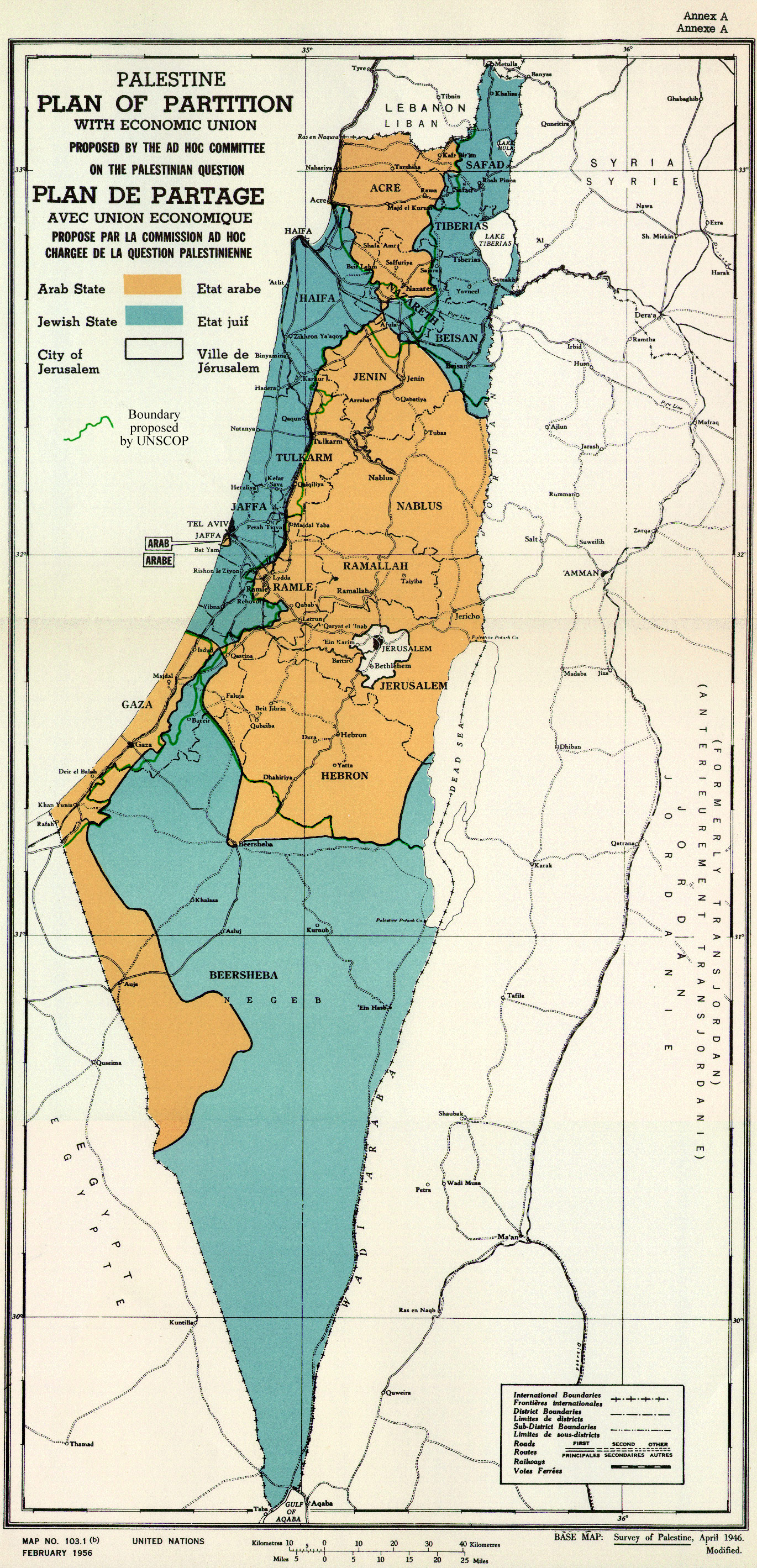
Il piano di spartizione della Palestina votato dall'ONU

Nel maggio 1947 i britannici annunciarono il disimpegno dal mandato sulla Palestina e il suo abbandono entro un anno. Il 15 maggio 1947 fu quindi costituito l'UNSCOP, che il 3 settembre raccomandò a maggioranza la divisione della Palestina occidentale (quella orientale aveva già formato il Regno Hascemita di Giordania) in due stati di simile estensione, uno a maggioranza ebraica (secondo le stime dell'UNISCOP 498.000 ebrei e 407.000 arabi e altro per il 56% del territorio) e l'altro a quasi esclusiva popolazione araba (10.000 ebrei e 725.000 arabi e altro per il 43% del territorio), mentre Gerusalemme sarebbe diventata una città internazionale (Corpus separatum) controllata dall'ONU (100.000 ebrei e 105.000 arabi e altro). L'UNSCOP nel suo piano raccomandava l'istituzione di forme di unione e collaborazione economica e commerciale tra i due Stati (con possibilmente anche una moneta comune), per cercare di diminuire le disparità economiche tra le due aree e cercare di minimizzare nel tempo gli attriti tra le due etnie.
Il 29 novembre 1947 l'Assemblea generale delle Nazioni Unite votò (33 sì, 10 no, 13 astenuti) la risoluzione 181, contenente la divisione della Palestina.
Le principali organizzazioni sioniste accettarono la proposta (rifiuti provennero dai gruppi più estremisti che puntavano alla costituzione di una "Grande Israele", comprendente tutto il territorio mandatario e parte delle nazioni confinanti), mentre gli arabi palestinesi e i Paesi arabi la rifiutarono. L'Agenzia ebraica dichiarò quindi l'indipendenza dello Stato d'Israele, che venne attaccato lo stesso giorno da Siria, Egitto, Iraq e Giordania in quella che fu la guerra arabo-israeliana del 1948, vinta dalle forze israeliane e che si concluse con una sequenza di armistizi, ma nessun trattato di pace. In seguito alla guerra, Israele conquistò un territorio più ampio di quello assegnato dalle Nazioni Unite, mentre la Giordania annesse la Cisgiordania e l'Egitto occupò la striscia di Gaza. Gerusalemme restò divisa tra Israele e Giordania, assetto territoriale che rimase intatto fino alla guerra dei sei giorni. Lo Stato di Israele venne riconosciuto alla nascita dalle Nazioni Unite e da buona parte dei Paesi del mondo, ma la totalità dei Paesi arabi rifiutò di fare altrettanto.

### Dal 1949 a oggi
Il 23º Congresso sionista, tenutosi a Gerusalemme nel 1951, si aprì simbolicamente davanti alla tomba di Theodor Herzl, che venne traslata da Vienna secondo il suo testamento. Con l'istituzione dello Stato di Israele il Programma di Basilea era stato realizzato e il congresso ridefinì quindi i compiti del movimento nel Programma di Gerusalemme, che identificò come principale obiettivo il consolidamento del nuovo Stato. Per quanto riguardava il rapporto fra Stato di Israele e Organizzazione sionista, il congresso approvò una risoluzione che chiedeva allo stato di riconoscere l'organizzazione come organo rappresentativo del popolo ebraico in materia di partecipazione organizzata della diaspora alla costruzione di Israele. Nel 1952 la Knesset approvò una legge in tal senso. Nel 1950 lo Stato israeliano riconobbe con la legge del ritorno il diritto di qualsiasi ebreo del mondo di stabilirsi in Israele e ricevere la cittadinanza israeliana.

## Caratteristiche
Il termine "sionismo" deriva dal nome del monte Sion, il primitivo nucleo della città di Gerusalemme. L'espressione fu coniata nel 1890 dall'editore ebreo austriaco Nathan Birnbaum nella sua rivista Selbstemanzipation, la quale riprendeva il titolo di un libro di Leon Pinsker del 1882. Il sionismo è quindi definito come il movimento obiettivo alla costituzione di un'entità statale ebraica specificamente in Palestina. Altri movimenti nazionalisti ebraici attivi nel XIX secolo furono il territorialismo, senza preferenze sul luogo e che trovò il suo massimo rappresentante in Israel Zangwill, e l'autonomismo, che chiedeva l'autonomia politica degli ebrei (soprattutto aschenaziti) nei loro tradizionali territori di insediamento dell'Europa centrale e orientale, idea fatta propria soprattutto dal movimento ebraico socialista del bundismo. Il movimento territorialista e autonomista furono poi marginalizzati dal sionismo. Il sionismo si divise nel corso del XX secolo in varie correnti; oltre a quello di ispirazione liberale, soprattutto tra i sionisti dell'Europa orientale si diffusero il sionismo socialista e il sionismo religioso. In Palestina nacque poi il sionismo revisionista.
I sionisti tendevano a rifiutare la lingua yiddish e le lingue nazionali europee, a favore della rinascita dell'antica lingua ebraica, tradizionalmente riservata solo all'ambito liturgico, come madrelingua, grazie agli sforzi di Eliezer Ben Yehuda nell'orale, di Mendele Moicher Sforim nella prosa e di Haim Nachman Bialik nella poesia. Nella prima metà del XX secolo si diffuse tra alcuni intellettuali sionisti la cosiddetta negazione della diaspora, consistente nell'assimilazione di elementi della cultura mediorientale, e il canaanismo, ideologia nata in seno al sionismo revisionista che esaltava l'identità culturale semitica che legava gli ebrei alle altre popolazioni del Medio oriente. Il movimento sionista non vedeva originariamente come un problema la presenza della popolazione araba in Palestina, sostenendo che essa avrebbe tratto giovamento dall'immigrazione di europei in vasta scala, che avrebbe rivitalizzato la regione, e credendo che comunque la popolazione araba non costituisse in nessun modo un popolo con una propria identità nazionale, in quanto si sarebbe integrata, sempre secondo sionisti, nel nascituro stato (Herzl, Congresso di Basilea).

### Sostegno al sionismo
Il sostegno al sionismo aumentò generalmente tra gli ebrei di tutto il mondo nel periodo successivo all'Olocausto.
Nel XX e XXI secolo negli Stati Uniti d'America importanti fra i sostenitori del sionismo sono state alcune componenti del protestantesimo evangelico che esposero il cosiddetto "sionismo cristiano". Tra i sionisti cristiani vi sono anche gruppi fondamentalisti che vedono nel ritorno degli ebrei nella Terra santa il compimento di quanto scritto nell'Apocalisse.
Anche tra alcune figure musulmane vi è una minoritaria tradizione in appoggio al sionismo, della quale fecero parte, per ragioni politiche ed economiche, Al-Husayn ibn Ali e i suoi figli Abd Allah I di Giordania e Faysal I re d'Iraq, oltre a Nasser al-Din Shah e a figure nazionaliste curde e berberiste. Vi è poi un filone sionista musulmano che si appoggia a interpretazioni del Corano, presente tra alcuni esponenti musulmani attivi in Occidente.

### Opposizione al sionismo
Durante gli anni 1960 buona parte dei movimenti di liberazione nazionale del Terzo mondo identificarono il sionismo con una forma di colonialismo, tesi rafforzata dal sostegno degli Stati Uniti d'America a Israele, sempre più forte dopo la guerra dei sei giorni. Anche l'Unione Sovietica, dopo l'appoggio iniziale dato a Israele, si schierò a favore dei Paesi arabi e condannò la politica di Israele e le sue basi costitutive. Le Nazioni Unite in una risoluzione del 1975 equipararono il sionismo al razzismo; la risoluzione fu poi ritirata nel 1991, come condizione da parte di Israele per partecipare alla conferenza di Madrid.
Il movimento sionista è stato oggetto di molte critiche da parte dei suoi oppositori proprio per l'indifferenza nei confronti della popolazione araba palestinese presente nella regione; in particolare la critica più diffusa è l'accusa di pulizia etnica nei confronti dei palestinesi mossa da vari storici. In seguito alla guerra dei sei giorni, nei territori occupati da Israele in Cisgiordania e nella striscia di Gaza venne creata una moltitudine di insediamenti israeliani.
Il sostegno al Sionismo non è unanime nel mondo ebraico. Inizialmente la maggioranza delle comunità ebraiche era rimasta indifferente o contraria. In particolare, il sionismo suscitò indifferenza tra gli ebrei ortodossi dell'Europa orientale e tra gli ebrei del mondo arabo. La maggioranza del mondo ebraico considerava un'eresia religiosa l'idea di rientrare in massa in Israele prima dell'arrivo del Messia. Il sionismo infatti, in particolare quello laico, è spesso entrato in conflitto con gli ebrei ultraortodossi; il principale gruppo ebreo ultraortodosso a manifestare la propria opposizione al sionismo sono stati i Neturei Karta. Si opposero al sionismo anche gli ebrei riformati, sostenendo che gli ebrei costituissero una comunità religiosa e non un'entità etnica o nazionale, e che il regno messianico atteso non sarebbe che una metafora per un futuro di libertà religiosa, giustizia e pace da realizzarsi in ogni società. In ambito laico, si oppongono al sionismo il Bund e molte personalità ebree socialiste e comuniste, per i quali l'antisemitismo si combatte attraverso la rivoluzione sociale.